# Rathaus (Schaffhausen)

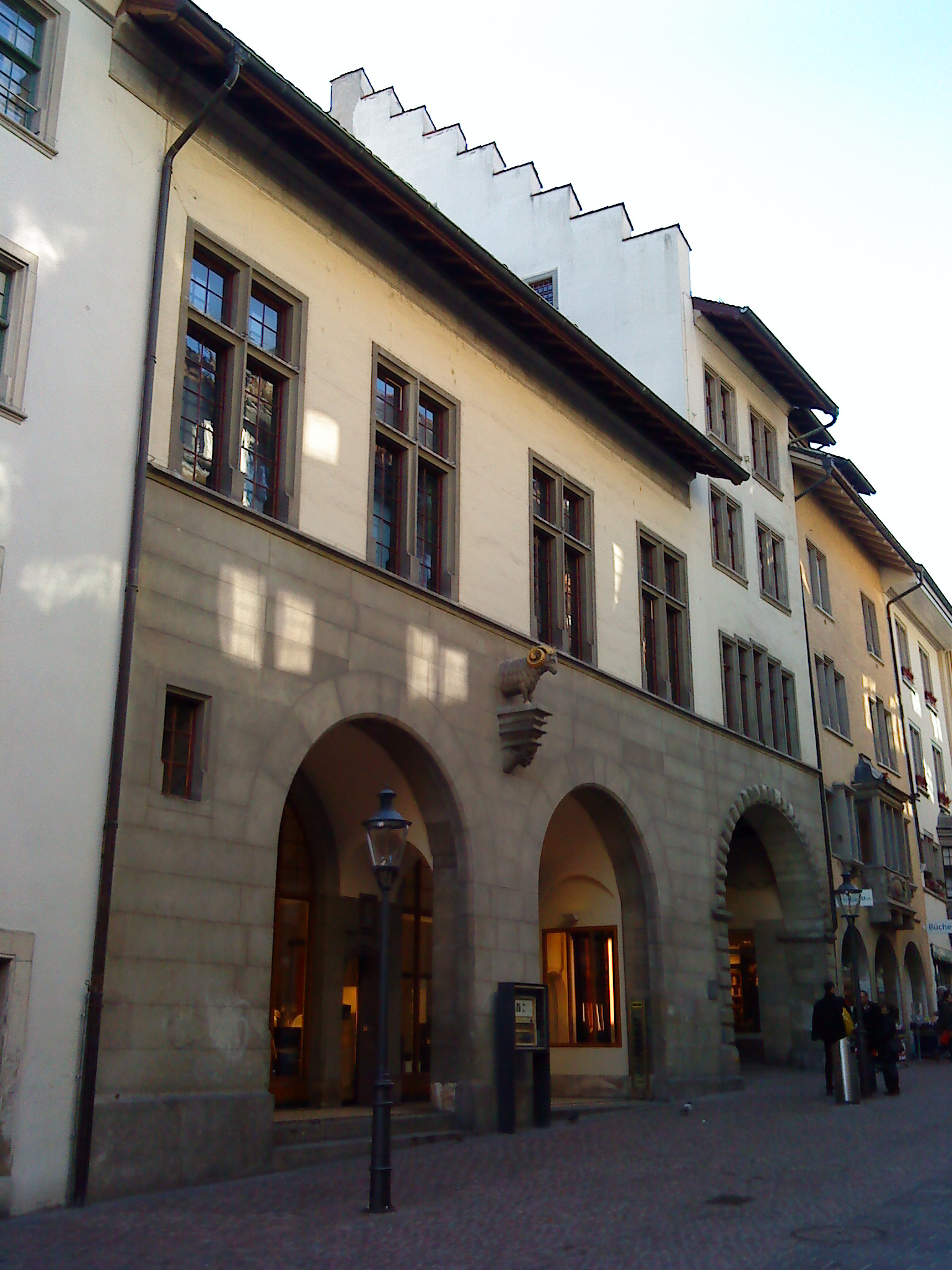
Blick von der verkehrsfreien Vordergasse auf die Nordfassade des Rathauses, der dritte Bogen von links ist der Rathausbogen.

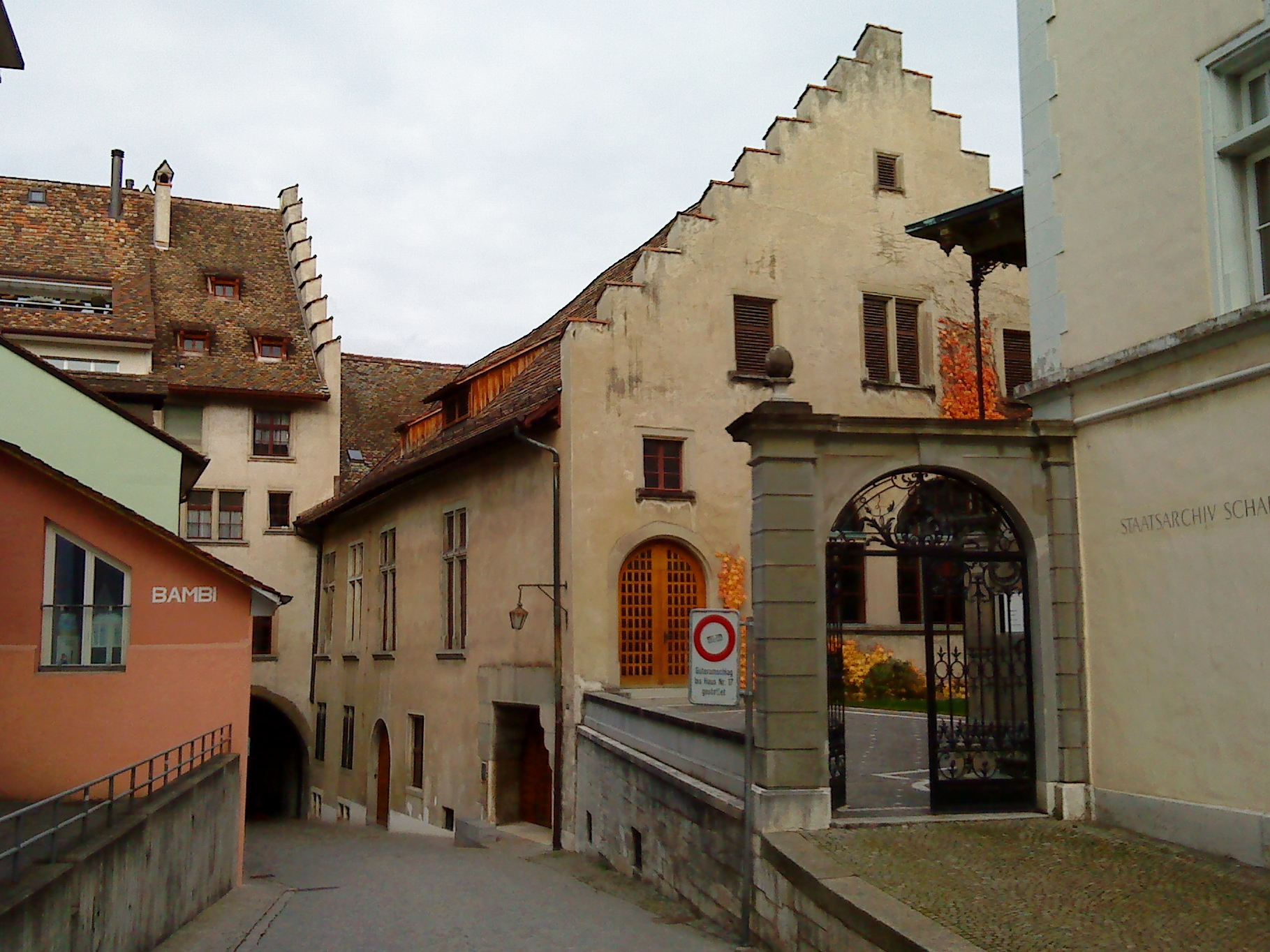
Südfassade mit Eingang zum Ratssaal und Rathauslaube, links ist das Bogengebäude sichtbar.

Das Rathaus Schaffhausen aus dem Jahre 1412 ist das historische Rathaus der Stadt Schaffhausen und heute noch das politische Zentrum von Stadt und Kanton Schaffhausen.

## Baubeschrieb
Das Rathaus liegt in der Schaffhauser Fussgängerzone an der Ecke Vordergasse-Rathausbogen und gliedert sich in drei Teile. Das Erdgeschoss zur Vordergasse hin wird heute als Verkaufsgeschäft genutzt. Ursprünglich diente der hohe Raum mit vier mächtigen gotischen Eichensäulen als Kornhalle. Der Ratssaal und die Rathauslaube, ein altehrwürdiger Saal, werden über die Rathausbogen genannte Gasse betreten. Diese verbindet die Vordergasse mit dem Herrenacker, dem grössten Platz der Stadt. Über die Gasse spannt sich der namensgebende Rathausbogen, der dritte Teil des Gebäudes. Zu Zeiten des Stadtstaates Schaffhausen tagte der Rat in der kleinen spätgotischen Ratsstube mit flachgewölbter Decke, welche sich direkt über dem Bogen befindet.

## Heutige Nutzung
Im Ratssaal tagen regelmässig der Schaffhauser Kantonsrat und der Grosse Stadtrat der Stadt Schaffhausen. Ausserdem finden ein Teil der öffentlichen Verhandlungen des Kantons- und Obergerichts im Ratssaal statt. Die grosse Rathauslaube wurde seit 1412 für politische, festliche und kulturelle Anlässe genutzt. In der Rathauslaube finden noch heute mehrmals pro Jahr kulturelle Veranstaltungen statt. So organisiert die Schaffhauser Vortragsgemeinschaft regelmässig Vorträge von namhaften Persönlichkeiten aus dem In- und Ausland. Gemäss kantonalem Reglement von 2003 sind die Rathauslaube und der Kantonsratsaal zur Benützung freigegeben, wenn die Veranstaltung im öffentlichen Interesse liegt, ideellen Zwecken dient, die Gemeinschaft fördert, die Wohlfahrt des Volkes mehrt oder zur kulturellen Entfaltung beiträgt.

## Baugeschichte
Die Rathauslaube und der Kantonsratsaal sind als Liegenschaften im Eigentum des Kantons Schaffhausen. Das Gebäude über dem Bogendurchgang ist gemäss öffentlichem Grundbuch im Eigentum der Stadt Schaffhausen.
Die ersten Hinweise auf den Baubeginn stammen aus dem Jahre 1382. 1412 wurde das Gebäude fertiggestellt. Seither dient es ununterbrochen bis heute als Rathaus. Die mittelalterliche Rathauslaube wurde 1586 mit einer prachtvollen Renaissance-Kassettendecke ausgebaut. Das warme Holztäfer an den Wänden wird von zwölf Portraits in Öl aus dem 17. und 18. Jahrhundert sowie drei grossen Historienbilder von Johann Martin Veith geschmückt. Eindrücklicher Blickfang ist das prächtige Renaissance-Holzportal von 1624, das den Eingang zum Ratssaal markiert. Der Ratssaal ist mit verzierten Vertäfelungen ausstaffiert. Im Grossratssaal finden sich von Hans Caspar Lang der Ältere gemalte Bibel-Zitate und Allegorien aus den Jahren 1624 bis 1625. 
An der im unteren Teil aus Sandstein gefertigten Nordfassade (Richtung Vordergasse) thront eine gotische Halbfigur des Schaffhauser Wappentiers auf Konsole mit Teufelsmarke. Es handelt sich dabei um eine Kopie, das Original von 1515 von Augustin Henel wird im Museum zu Allerheiligen ausgestellt.
Im 19. Jahrhundert wurde der Ratssaal an die Bedürfnisse eines modernen Staats angepasst. Im Ratssaal wurde eine Zuschauertribüne eingebaut. Die gewölbte Renaissance-Holzdecke ersetzte man, dem Zeitgeist folgend, durch eine modische Gipsdecke. Bereits Ende des 19. Jahrhunderts wurde der Umbau durch den damaligen Kantonsbaumeister Johann Christoph Bahnmaier (1834–1918) teilweise rückgängig gemacht. Er stellte den Ratssaal im Stil der Spätrenaissance wieder her. In den frühen 1940er Jahren baute man im Erdgeschoss ein Ladenlokal ein. Dabei wurden die grossen, fassadenbündigen Holztore entfernt. Durch die nach hinten versetzte Schaufensterfront entstand ein kurzer Laubengang. Anfang des 21. Jahrhunderts wurde der Ratssaal behutsam an die technischen Bedürfnisse eines modernen Ratsbetriebes angepasst.